# Harvey Frost
Harvey Frost este un regizor, producător și scenarist american.

## Filmografie
Regizor
- 1979 - Something's Rotten
- 1980 - The Great Detective
- 1987 - Adderly
- 1987 - Friday the 13th
- 1988 - My Secret Identity
- 1989 - Road to Avolea
- 1993 - Street Legal
- 1994 - Sweet Valley High
- 1995 - Tracks of a Killer
- 1996 - Savannah
- 1996 - Crima de la miezul nopții (Midnight Heat)
- 1996 - Wind at My Back
- 1997 - Fast Track
- 1997 - Melrose Place
- 1998 - Năzdrăvanii golfului (Golf Punks)
- 1999 - Two of Hearts
- 1996 - Beverly Hills, 90210
- 2000 - Best Actress
- 2000 - Crimă la Festivalul de la Cannes (Murder at the Cannes Film Festival)
- 2001 - Oh Baby
- 2003 - Rețetă pentru dezastru (Recipe for Disaster)
- 2004 - Moș Crăciun caută Crăciuniță (Single Santa Seeks Mrs. Claus)
- 2005 - Familia lui Moș Crăciun (Meet the Santas)
- 2007 - Specialiști în divorț (Love Is a Four Letter World) (TV)
- 2007 - Cărările iubirii (Love's Unfolding Dream)
- 2007: Dorința de crăciun
- 2007 - Un bunic de Crăciun (A grandpa for Christmas) (TV)
- 2010 - Dragoste de soldat (A Soldier's Love Story)
- 2010 - Bătălia beculețelor (Battle of the Bulbs) (TV)
- 2012 -  Puppy Love (TV)

Scenarist
- 2000 - Best Actress
- 2008 - Recall to Honor

## Legături externe
- Harvey Frost la Internet Movie Database
- Harvey Frost la CineMagia

1. ↑   (PDF) http://awsprxdam.crownmediadev.com.s3-us-west-1.amazonaws.com/highRes/1180967.pdf Lipsește sau este vid: |title= (ajutor)